# Stojčo Stoilov
Stojčo Stoilov (in bulgaro Стойчо Стоилов?, traslitterazione anglosassone Stoycho Stoilov; Blagoevgrad, 15 ottobre 1971) è un ex calciatore bulgaro, di ruolo centrocampista.